# Leonard Komon
Leonard Patrick Komon (ur. 10 stycznia 1988 w Mount Elgon District) – kenijski lekkoatleta, długodystansowiec.

## Osiągnięcia
- 8 medali mistrzostw świata w biegach przełajowych :
  - Fukuoka 2006 – w kategorii juniorów złoto w drużynie oraz srebro indywidualnie
  - Mombasa 2007 – w kategorii juniorów złoto w drużynie
  - Edynburg 2008 – w kategorii seniorów złoto w drużynie i srebro indywidualnie
  - Amman 2009 – w kategorii seniorów złoto w drużynie
  - Bydgoszcz 2010 – w kategorii seniorów złoto w drużynie
  - Kampala 2017 – w kategorii seniorów srebro w drużynie

## Rekordy życiowe
- bieg na 3000 m – 7:33,27 (2009)
- bieg na 5000 m – 12:58,24 (2009)
- bieg na 10 000 m – 26:55,29 (2011)
- bieg na 10 km – 26:44 (2010) do 2019 rekord świata, 2. wynik w historii światowej lekkoatletyki[1][2][3]
- bieg na 15 km – 41:13 (2010) rekord świata[4][5]
- półmaraton – 59:14 (2014)